# Potrk
Potrk (cyr. Потрк) – wieś w Czarnogórze, w gminie Bijelo Polje. W 2011 roku liczyła 261 mieszkańców.